# José Ballesta
José Francisco Ballesta Germán (Murcia, 19 de julio de 1958) es un científico, profesor y político español, alcalde de Murcia entre 2015 y 2021, y desde junio de 2023, por el Partido Popular.

## Biografía
Es doctor en Medicina y Cirugía, catedrático de Biología Celular de la Facultad de Medicina de la Universidad de Murcia, de la que estuvo al frente del Rectorado desde 1998 hasta 2006. También, vicerrector de Investigación e Infraestructuras entre los años 1992 a 1994.
Académico de número de la Real Academia de Medicina, entró al Gobierno regional como diputado del Grupo Parlamentario Popular en la Asamblea Regional en mayo de 2007. Desde julio de 2007 hasta 2011 estuvo al frente de la cartera de Obras Públicas, Vivienda y Transportes, asumiendo después nuevas competencias en materia de Puertos y Ordenación del Territorio. Posteriormente, fue portavoz del Gobierno regional y consejero de Universidades, Empresa e Investigación.
Fue alcalde de Murcia entre 2015 y 2021, etapa en la que desarrolló importantes proyectos estratégicos como la recuperación del río Segura a su paso por la ciudad, la peatonalización de grandes espacios como el paseo de Alfonso X el Sabio, o la recuperación de espacios verdes, como la Vía Verde de la Costera Sur. En marzo de 2021 perdió el bastón de mando de la alcaldía mediante la moción de censura promovida por PSOE, Ciudadanos-Partido de la Ciudadanía y Podemos.
Se presenta como candidato del Partido Popular a la alcaldía de Murcia en las elecciones municipales del 28 de mayo de 2023. En dichas elecciones el PP obtiene 15 escaños, obteniendo mayoría absoluta en el Ayuntamiento de Murcia (conformado por 29 concejales), pudiendo Ballesta recuperar la alcaldía el 17 de junio.